# Васил Гърчев
Васил Гърчев (на македонска литературна норма: Васил Грчев) е съдия и политик от Северна Македония.

## Биография
Роден е на 28 февруари 1959 година в югоизточния македонски град Струмица. Завършва Юридическия факултет на Скопския университет и след отбиването на военната си служба започва работа в Общинския съд в Струмица, където е избран за съдия. В 1996 година е избран за градоначалник на община Струмица.
Междувременно става директор и съветник за правни въпроси в Регионалния център на Македонските телекомуникации в Струмица.
През декември 2001 година е избран за съдия във Върховния съд на Република Македония. До 2002 година работи като съдия в отдела за административни спорове, а след това в отдела за граждански дела. На 16 декември 2006 година е избран за член за Съдебния съвет и заема поста до 17 декември 2012 година, като в периода 2 февруари 2009 година - 2 февруари 2011 година е председател на Съдебния съвет. От 17 декември 2012 година повторно става съдия във Върховния съд.